# SN 1999fx
SN 1999fx – supernowa typu Ia odkryta 3 listopada 1999 roku w galaktyce A233337+0012. W momencie odkrycia miała maksymalną jasność 23,10m.